# 花头鹦鹉
花头鹦鹉（学名：Psittacula roseata）为鹦鹉科鹦鹉属的鸟类。分布于尼泊尔、不丹、印度、孟加拉、斯里兰卡、中南半岛以及中国大陆的云南、广西、广东等地，主要生活于低山及平原地带以及特别是耕地周围的林木。该物种的模式種在印度。

## 保护
- 中国国家重点保护动物等级：二级

## 亚种
花头鹦鹉包括以下亚种
- 花头鹦鹉指名亚种（学名：Psittacula roseata roseata）。[4]
- （学名： Biswas, 1951）